# 角層下膿皰性皮膚病
角層下膿皰性皮膚病（英語：Subcorneal pustular dermatosis）是一種罕見的慢性疾病，會反覆發作。特點是位於角質層之下的膿皰的爆發物含有大量的中性粒細胞:625:203。

## 參看
- 天皰瘡（Pemphigus）
- 皮膚問題列表